# Neufmoutiers-en-Brie
Neufmoutiers-en-Brie è un comune francese di 1 080 abitanti situato nel dipartimento di Senna e Marna nella regione dell'Île-de-France.

## Storia

### Simboli
Lo stemma è stato adottato dal consiglio comunale l'8 novembre 1989.
Il rosso è il colore simbolo della Brie. San Lupo è il principale santo patrono della città, la cerva ferita rappresenta invece sant'Egidio. I gigli ricordano che Neufmoutiers-en-Brie si trova nell'Ile de France. Le lettere N e B sono le iniziali del nome del paese e i loro colori richiamano la betulla, albero comune nei boschi intorno al comune. 
Lo scudo è sormontato dalla corona muraria d'oro e accompagnato a destra da canne al naturale e a sinistra da spighe di grano d'oro, che si incrociano sotto la punta dello scudo, legate da un ferro di cavallo d'oro e spuntano da spruzzi d'acqua azzurra. La corona è sormontata da tre case d'oro, coperte di nero, fondate su una collina di verde.
La corona turrita è il simbolo distintivo per città e borghi francesi, le spighe di grano fanno riferimento all'agricoltura e i giunchi (in francese joncs o massettes) ricordano il nome di Masselins, frazione del paese. Il ferro di cavallo rappresenta la fattoria Etisse dove si trova un centro ippico e l'acqua la sorgente d'acqua minerale Laurier.

## Società

### Evoluzione demografica
Abitanti censiti